# Eliska Vincent

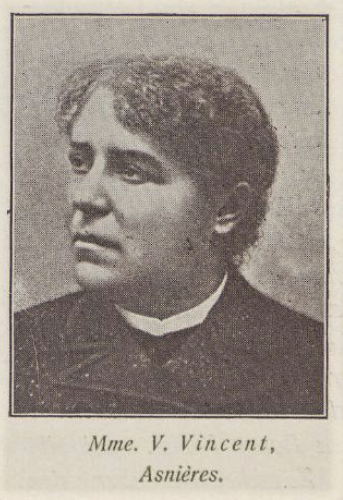
Eliska Vincent

Eliska Vincent, geboren als Irma Eliska Hortense Girard, (* 29. Juni 1841 in Mézières-en-Drouais; † 19. Februar 1914 in Asnières-sur-Seine) war eine französische Feministin, Sozialistin und Freimaurerin. Sie war Mitbegründerin der ersten feministischen Vereinigung Frankreichs, der Société pour la revendication du droit des femmes und der ersten gemischten Freimaurer-Obedienz Droit humain.

## Leben
Eliska Vincent wurde als Tochter eines Handwerkers geboren, der wegen seiner Teilnahme als Republikaner an der Französischen Revolution von 1848 inhaftiert wurde.

### Sozialismus und Feminismus
Sie gründete 1866 zusammen mit Maria Deraismes, Paule Minck, Louise Michel, Élie Reclus und Caroline de Barrau die erste feministische Gesellschaft, die „Société pour la revendication du droit des femmes“, die für die Entwicklung des weiblichen Bildungswesens kämpfte und sich zum ersten Mal bei André Léo traf. Obwohl die Gruppe aufgrund ihrer Zusammensetzung unterschiedliche politische Positionen vertrat (einige waren Sozialisten, andere Anarchisten oder gemäßigte Republikaner), waren sie sich einig, dass das grundlegende gemeinsame Ziel des Vereins die Verbesserung der Mädchenbildung war. 1871 unterstützte Eliska Vincent die Pariser Kommune und wurde für ihre Rolle in der Kommune beinahe hingerichtet. Als engagierte Sozialistin wurde sie 1878 als Delegierte zu einem Arbeiterkongress entsandt.
1888 gründete sie eine feministische Gruppe mit dem Namen Égalité d’Asnières, benannt nach der Gemeinde, in der sie lebte. Die Gruppe war klein, aber einflussreich, auch wenn sie nie mehr als 100 Mitglieder hatte. Im selben Jahr gründete sie die Zeitschrift L'Égalité. Auf dem ersten Frauenrechtskongress 1889 schlug sie als Vertreterin von Égalité vor, dass Frauen in den lokalen Wohlfahrtsräten mitarbeiten sollten; ein Vorschlag, der einstimmig angenommen wurde. Vincent wünschte, die Rechte der Frauen wiederherzustellen, die es ihrer Meinung nach im Mittelalter gab. Sie gehörte zu den Befürworterinnen des Frauenwahlrechts und betonte, dass es damals und in der Antike üblich war, dass Frauen wählen gingen, da das Wahlrecht an Grundbesitz gebunden war.
Im Jahr 1900 verließ sie L’Egalité und schloss sich einer breiteren Bewegung an, dem Conseil national des femmes françaises (Nationalrat der französischen Frauen). Als Witwe erbte sie ein Landgut in Saint-Ouen-sur-Seine bei Paris, das ihr ein sicheres Einkommen verschaffte, mit dem sie sich für die Rechte der Frauen und der Arbeiter einsetzte. Sie war aktives Mitglied der französischen Syndikalisten, einer Gewerkschaftsgruppe, die der Ansicht war, dass sich die Arbeiterklasse aktiv an der Bewegung für soziale Veränderungen beteiligen sollte. Im Jahr 1909 übernahm sie das Amt der ehrenamtlichen Vizepräsidentin der Union française pour le suffrage des femmes (Französische Union für das Frauenwahlrecht). Cécile Brunschvicg war dort Generalsekretärin und Jeanne Schmahl Gründerin und Präsidentin.

### Freimaurerei
Eliska Vincent war eine Pionierin des Zugangs von Frauen zu einer unabhängigen Frauen-Freimaurerei und gehörte zu den Gründerinnen der „Schottischen Symbolischen Großloge – Le Droit humain“, der ersten gemischten Freimaurerloge, die 1901 in den internationalen gemischten Freimaurerorden „Le Droit Humain“ (Das Menschenrecht) umgewandelt wurde. Vincent wurde im März 1893 von Maria Deraismes bei einem Freimaurertreffen initiiert und gehörte zu den Schwestern, die am 4. April 1893, dem Gründungstag der Obedienz und der Loge Nr. 1 von Le Droit humain, anwesend waren. Sie wurde bei dieser Gründungszeremonie von Marie Béquet de Vienne, ebenfalls Freimaurerin und Gründerin, zur Meisterin erhoben und vereidigt. Sie wurde als „zweite Expertin“ in das Offizierskollegium gewählt.

### Feministische Archivarin
Eliska Vincent gilt als erste Archivarin der Frauenbewegung, da sie eine umfangreiche Dokumentationsbibliothek zu diesem Thema und zahlreiche Akten über die Kommunarden zusammengetragen hat. Als sie am 19. Februar 1914 in Asnières starb, vermachte sie ihr gesamtes Archiv dem Musée social in der Hoffnung, dass dieses ein Fraueninstitut gründen und organisieren würde. Das Museum richtete schließlich 1916 eine Abteilung für Frauenstudien ein, doch trotz der Bemühungen von Eliska Vincents Nachlassverwalterinnen Marguerite Durand und Maria Vérone war das Museum letztlich nicht bereit, das Archiv zu übernehmen. Die auf 600.000 Dokumente geschätzte Deposition wurde 1919 endgültig abgelehnt. Als Grund für die Ablehnung wurden finanzielle Schwierigkeiten angegeben. Das Archivmaterial wurde in der Folgezeit wahrscheinlich zerstreut oder vernichtet.